# تپه قلات سید بیمضرته
تپه قلات سید بیمضرته مربوط به هزاره اول قم است و در شهرستان اشنویه، بخش مرکزی، دهستان اشنویه شمالی، روستای بیمضرته واقع شده و این اثر در تاریخ ۲۸ شهریور ۱۳۸۶ با شمارهٔ ثبت ۱۹۵۹۳ به‌عنوان یکی از آثار ملی ایران به ثبت رسیده است.